# جائزة المجر الكبرى 2009
جائزة المجر الكبرى 2009 (بالإنجليزية: 2009 Hungarian Grand Prix)‏ هو سباق فورمولا 1 أقيم بتاريخ 26 يوليو 2009 في حلبة المجر، بودابست. كان العاشر من أصل 17 في بطولة العالم لسباقات الفورمولا واحد موسم 2009. حلّ البريطاني لويس هاملتون أولا بينما جاء الفنلندي كيمي رايكونن في المركز الثاني وحصل على المركز الثالث الأسترالي مارك ويبر.